# غلاوكودوت
غلاوكودوت هو معدن من معادن الكبريتيدات ويحوي في تركيبه على الزرنيخ والحديد والكوبالت؛ وقد يدخل النيكل أحياناً في تركيبه.
وصف هذا المعدن أول مرة سنة 1849 أثناء حملة تعدين في تشيلي، وتشتق التسمية من اللفظ اللاتيني γλανκός بمعنى لون أزرق، إشارةً إلى استخدامه في تحضير خضاب الإسملت.